# Péhunco
Péhunco (oder Ouassa-Péhunco, gelegentlich auch Pehunko, Pehonko oder ähnlich) ist eine Kommune und ein Arrondissement mit dem gleichnamigen Hauptort im Norden Benins im Departement Atakora. Die Gemeinde im flachen Quellgebiet der Mékrou ist ländlich geprägt, neben kleinbäuerlicher Subsistenzwirtschaft wird vor allem Baumwolle angebaut. Die meisten Menschen sind Baatombu oder Fulbe, die Bevölkerung wuchs in den letzten Jahrzehnten stark an. Die Baatumbu-Kultur und ihre traditionelle Religion spielen in der Region eine wichtige Rolle.

## Lage und Geografie
Die Kommune liegt im Südosten Atakoras, die angrenzenden Gemeinden sind Kouandé im Westen und Kérou im Norden. Östlich liegt Sinendé im Departement Borgou, südlich Djougou (Donga).
Das Gebiet der Kommune ist eine durchschnittlich etwa 350 m hohe Fastebene, durch die die Wasserscheide zwischen Ouémé und Niger verläuft. Dem Niger fließen die Mékrou und der Alibori zu. Péhunco liegt auch hier zwischen den Tälern, entwässert aber überwiegend in die Mékrou. Péhunco ist Teil der südlichen Sudanzone (climat soudano-guinéen), es gibt je eine ausgeprägte Regen- und Trockenzeit. Vorwiegender Landschaftstyp ist eine kleinteilige Strauch- oder Waldsavanne mit landwirtschaftlichen Flächen und Galeriewäldern.

## Geschichte
Im Gebiet von Péhunco sollen Bariba sprechende Menschen gelebt haben, zu denen im 18. Jahrhundert Baatombu-Jäger aus Kouandé und Sinendé kamen. Sie nannten die karge Gegend Ouassa oder Wassa, was ‚Leiden‘ oder ‚Reinheit‘ bedeutet. Der Name Péhunco ist eine koloniale Verkürzung von Gbewonkuru, Kpéwonkou oder Péhuncourou ‚Schwarzer Stein‘. So bezeichneten die Jäger ihre Siedlung, in deren Mitte ein heiliger Opferstein stand. Die Baatombu organisierten ihre Siedlung nach den Strukturen des Königreichs Nikki in Borgu. Die höchste Autorität hatte der König von Kouandé, danach der König von Kiki und an dritter Stelle der König von Pehunko. Die traditionellen Machtstrukturen der Baatombu bestehen bis heute und sind weiterhin bedeutend.
Durch die Lage an einer wichtigen Straßenkreuzung entwickelte sich der Hauptort schon in vorkolonialer Zeit zu einem Handelszentrum. Er wurde zu einem großen Marktplatz für Vieh und Getreide, in den 1970er-Jahren außerdem zum Verwaltungssitz der Kommune. Die Bevölkerung der Kommune stieg immer weiter an, auch durch Einwanderung:
- 1979: 22.880 Menschen
- 1992: 33.833 Menschen
- 2004: 41.785 Menschen

## Gliederung und Demografie
Seit Februar 2013 gliedert sich die Kommune Péhunco in drei Arrondissements und 35 Dörfer (village administratif). Die Kommune ist insgesamt 1.900 km² groß, nach der Volkszählung im Jahr 2013 lebten dort 78.217 Menschen. Sie verteilen sich auf die Arrondissements
- Péhunco oder Péhunco centre (37.217 Menschen),
- Tobré (25.860 Menschen) und
- Gnémasson (15.140 Menschen).[1]

Etwa 60 % der Menschen der Kommune sind Baatombu und ein Drittel Fulbe, daneben gibt es noch kleinere ethnische Minderheiten. Baatombu und Fulbe wohnen in eigenen Dörfern. Nach dem lokalen Verständnis gibt es drei Städte (die Hauptorte und Verwaltungssitze Péhunco, Tobré und Gnémasson), die sich in der Hausform von den Dörfern mit meist runden Lehmbauten unterscheiden.

## Politik
Der Kommunalrat von Péhunco besteht aus 15 Mitgliedern, inklusive des Bürgermeisters Razack Amanda Issifou (Stand Mai 2021). Die Gemeinden Kérou, Kouandé und Péhunco arbeiten unter dem Namen Communauté des 2 KP interkommunal zusammen.

## Religion und Kultur

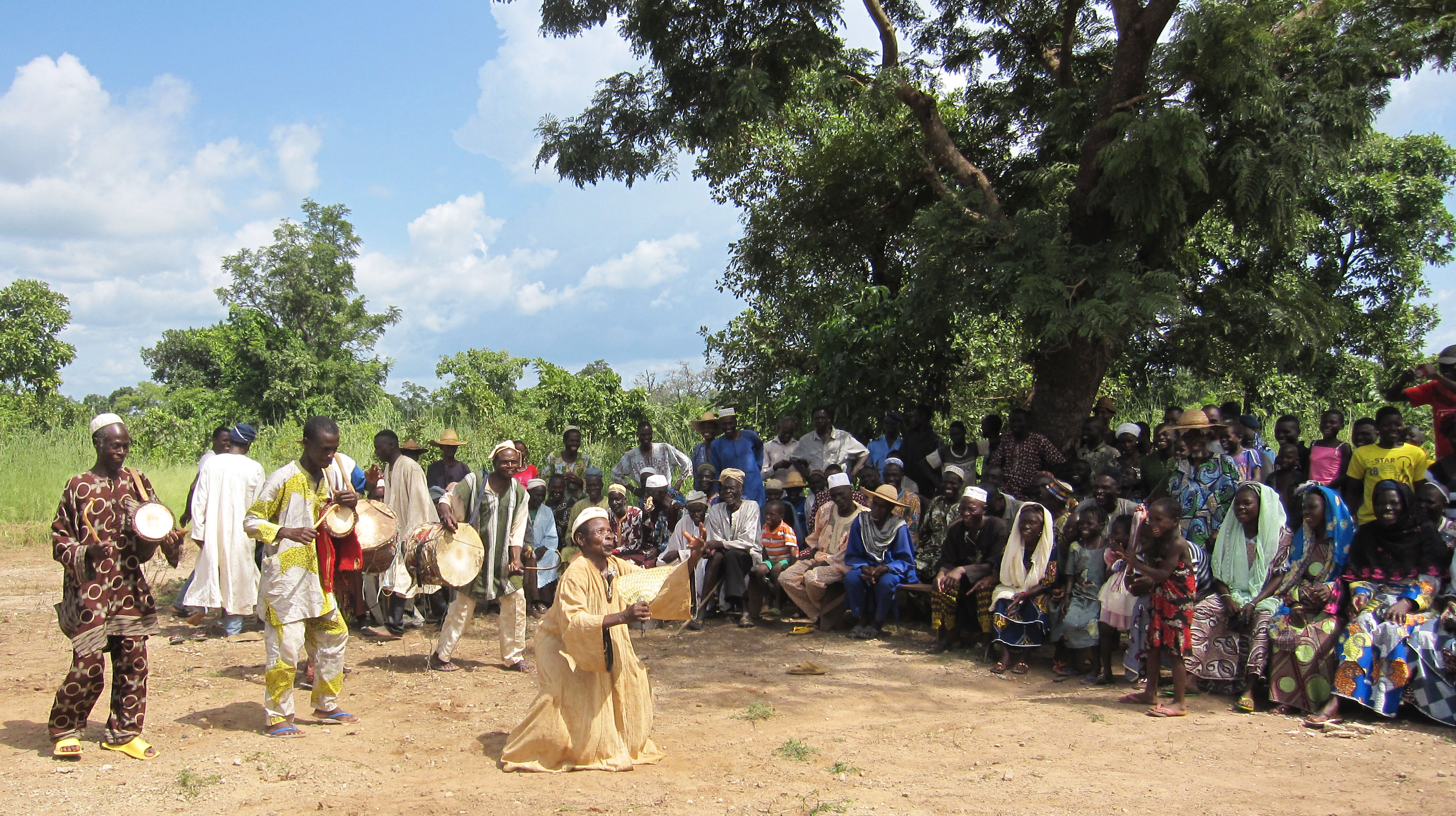
Traditioneller Tanz in Péhunco, 2013

Wichtige Religionen in der Kommune sind die Afrikanische Religion deema saaru der Baatombu, der Islam und das Christentum (überwiegend katholisch). In der Gemeinde gibt es etwa 20 Moscheen. Der Fetischismus und der traditionelle Glaube spielen trotzdem eine große Rolle, auch bei Menschen, die sich einer anderen Religion zuordnen. Wichtige Fetischplätze in der Kommune sind gbewonkuru (weiblich konnotiert) und tatapuranu (männlich konnotiert) beim Hauptort Péhunco. Westlich bei Sinaourarou gibt es noch den Kultort gbeborou. Wichtigstes Fest ist das Gaani der Baatombu, daneben werden etwa Ramadan, das Tabaski-Fest oder der Tag des Fetisch gefeiert.

## Wirtschaft und Infrastruktur

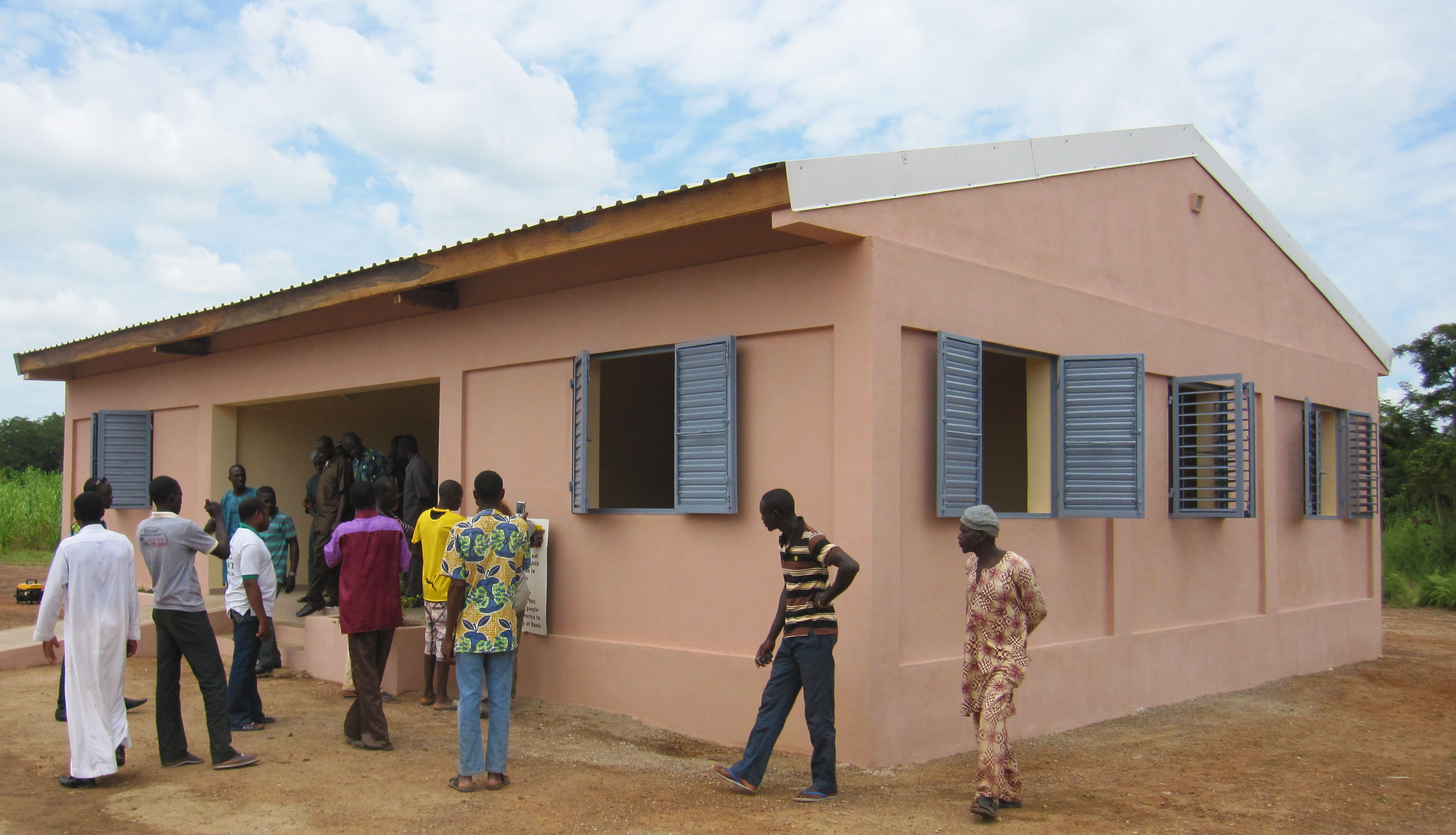
Eröffnung eines Gesundheitszentrums, 2013

Die kleinbäuerliche Landwirtschaft ist der wichtigste Wirtschaftszweig in Péhunco. Für den Eigenbedarf und lokale Märkte werden vor allem Hirse, Mais, Erdnüsse, Maniok, Yams, Gombo und Bohnen angebaut. Cash Crops sind Baumwolle und in geringerem Umfang Tabak. Der Anbau von Baumwolle wurde um die Jahrtausendwende immer wichtiger, in Pehunko gibt es eine Entkörnungsfabrik. Die Fulbe betreiben überwiegend Viehhaltung und leben zum Teil nomadisch. Die Forstwirtschaft spielt ebenso eine Rolle, Brennholz ist die wichtigste Energiequelle in der Kommune.
Die Nationalstraßen RN8 (Nord-Süd) und RN7 (Ost-West) verlaufen durch das Gemeindegebiet und kreuzen sich im Hauptort. Die Nord-Süd-Straße nach Djougou ist besonders für den Export von Baumwolle bedeutend und wird seit 2019 mit Förderung der Afrikanischen Entwicklungsbank ausgebaut.
Im Zuge des Projekts BIOTA AFRICA wurde in den 2000er-Jahren der Aufbau des Heilpflanzengartens Guson betreut. Er liegt etwa sechs Kilometer südöstlich des Hauptorts und wird von einer lokalen Heilervereinigung unterhalten. Er soll sowohl dem Artenschutz als auch der Versorgung der Heilkundigen mit Heilpflanzen dienen. Nach seinem Vorbild entstanden in der Kommune drei weitere Gärten oder Schutzgebiete; der mystische Wald Nassou im Süden und die Kommunalwälder Koungarou bei Gnémasson und Dakereou bei Tobré. Weiterhin liegen Teile der geschützten Wälder (Forêts classées) L'Alibori Supérieur und Mékrou in der Gemeinde.